# اتحادیه المپیک بنگلادش
اتحادیه المپیک بنگلادش (بنگالی: বাংলাদেশ অলিম্পিক সংস্থা) یک سازمان ورزشی است که نماینده کشور بنگلادش در کمیته بین‌المللی المپیک می‌باشد.
این سازمان که در سال ۱۹۷۹ تأسیس شده مسئول آماده‌سازی و اعزام ورزشکاران به بازی‌های المپیک، بازی‌های المپیک جوانان و بازی‌های آسیایی است.